# Vaulx-Milieu
Vaulx-Milieu é uma comuna francesa na região administrativa de Auvérnia-Ródano-Alpes, no departamento de Isère. Estende-se por uma área de 9,02 km². Em 2010 a comuna tinha 2 597 habitantes (densidade: 287,9 hab./km²).